# 강북삼성병원
강북삼성병원은 서울특별시 종로구 새문안로 29 에 위치한 상급종합병원이다. 삼성그룹 계열의 병원이며 삼성의료원에서 운영하고 있다.

## 연혁
- 1968년 11월 2일 고려병원 개원
- 1978년 9월 26일 의료법인 고려의료재단 설립
- 1993년 1월 1일 3차 진료기관 지정
- 1994년 12월 27일 삼성그룹 편입
- 1995년 6월 1일 강북삼성병원으로 병원 명칭 변경
- 1997년 2월 1일 성균관 의과대학 교육병원 체결
- 1999년 1월 12일 임상실험 연구소 개설
- 2004년 7월 27일 본관 증개축 공사 준공식
- 2008년 3월 20일 의학연구소 개소식
- 2008년 8월 1일 삼성의료원 출범
- 2016년 12월 1일 본관 오비겨 공사 및 리모델링 준공식

## 같이 보기
- 삼성의료원
- 삼성서울병원
- 성균관대학교 삼성창원병원